# Jhon Anderson Rodríguez
Jhon Anderson Rodríguez Salazar (Manizales, Caldas, 12 de octubre de 1996) es un ciclista profesional colombiano. Actualmente corre para el equipo colombiano EPM-Scott de categoría amateur.

## Palmarés
2013
- Campeonato de Colombia Contrarreloj Junior

2014
- Juegos Olímpicos de la Juventud
  - Medalla de oro en Ciclismo por equipos  junto con Brandon Rivera

2015
- 1 etapa de la Vuelta a Chiriquí

2016
- 1 etapa del Tour del Porvenir

2019
- 1 etapa del Vuelta al Tolima

## Equipos
- EPM (2015-2016)
- Delko Marseille Provence KTM (2017-05.2018)[1]
- Av-Villas (2018)
- EPM (2019-2020)
  -  EPM-Scott (2021-)